# 長興島郊野公園

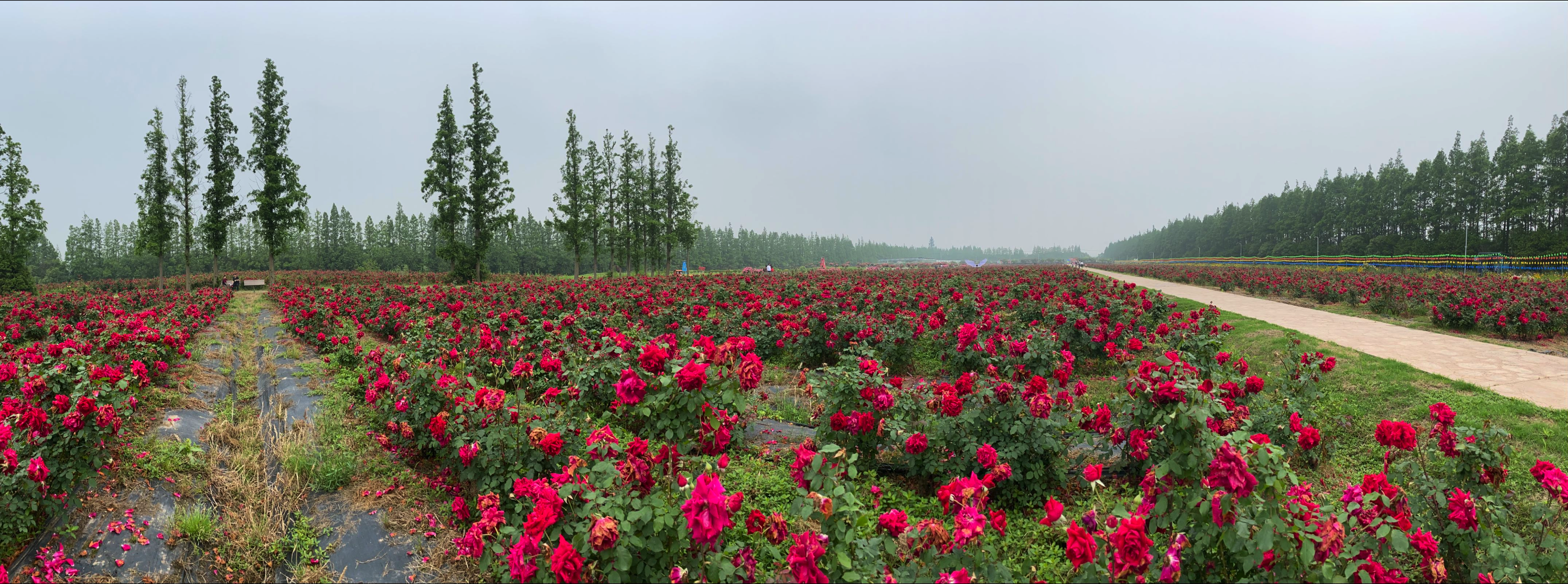
长兴岛郊野公园花海一景

长兴岛郊野公园是位於中華人民共和國上海市崇明區长兴镇長興島上的一個公園，也是上海市首批七个郊野公园中面积最大的一個公園。2016年10月22日，长兴岛郊野公园正式免门票试开园。公园位于北临青草沙水库，东臨沪陕高速，南侧、西侧分别是潘园公路和风凰公路，总体规划面积近30平方公里，一期工程总面积5.58平方公里。2018年评为国家AAAA级景区。

## 內部設施
公園內有花溪湖、阳光大草坪、铁艺创意博览园、珊瑚馆、梦幻花海、百果天地、橘园风情。其中遊客在梦幻花海、百果天地、橘园风情可以赏花、采摘。公園內的前卫1966是由原农场职工营房改建。